# Физалис овощной

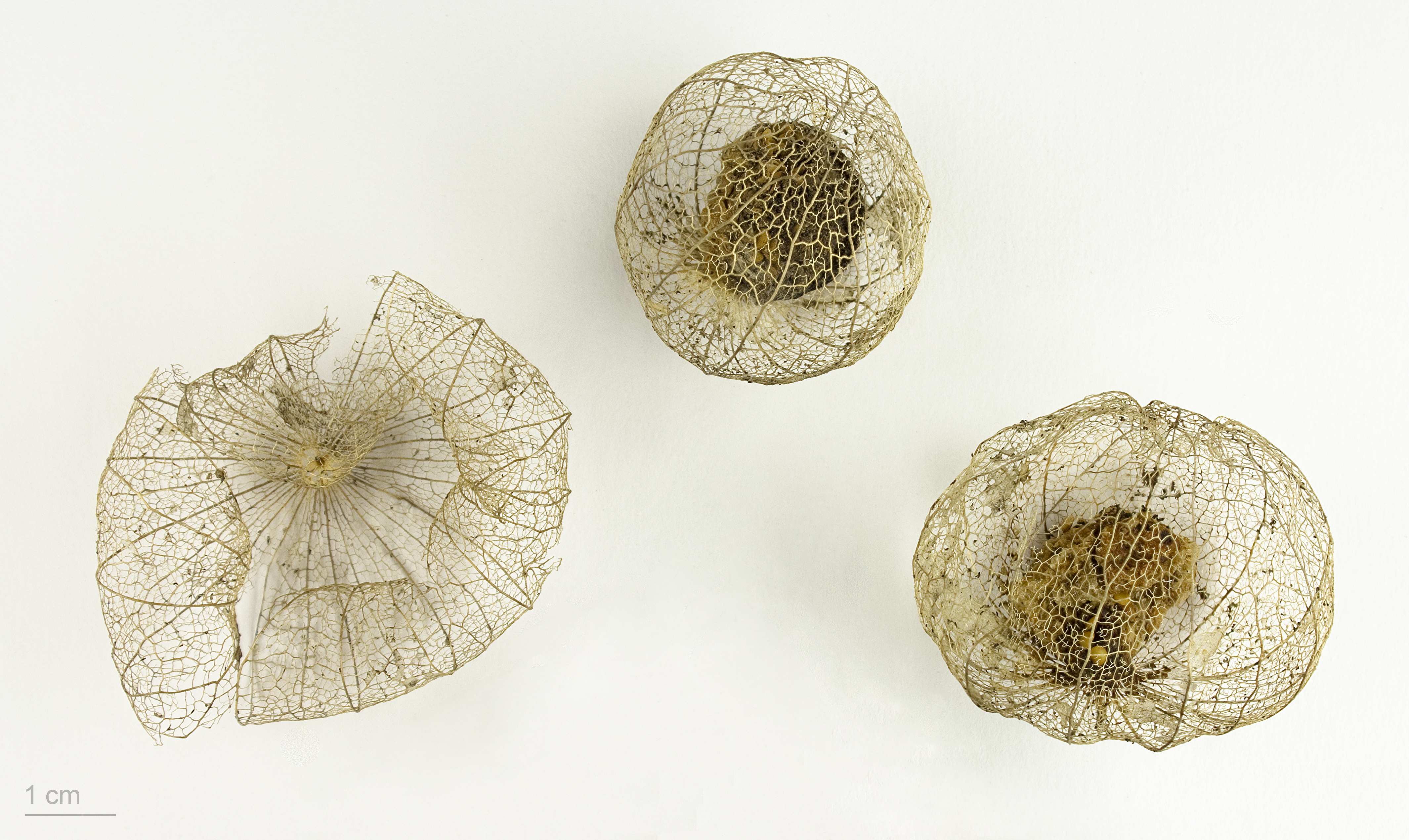
Плоды

Физа́лис овощно́й, мексиканский томат, томатильо (лат. Physális philadélphica) — растение; овощная культура, родственная томатам; вид рода Физалис семейства Паслёновые.

## Ботаническое описание
Физалис овощной — теплолюбивое растение, практически не переносит заморозков, но к почвам не требователен.
Плоды 3-5 см (5-7 см у современных промышленных сортов) диаметром, желтоватые, со множеством мелких семян. Вкус кисло-сладкий.

## Хозяйственное значение и применение
В плодах содержится сбалансированное для человеческого организма количество органических кислот, пектинов, сахара, витамина С и дубильных веществ. Содержание фитонцидов делает их хорошим антисептиком, в них присутствуют также винная, лимонная, янтарная и яблочная кислоты, белок, минеральные вещества и каротин.
Является основой одной из разновидностей традиционного мексиканского соуса сальсы (salsa verde или «зелёная сальса»).
Применяется для приготовления пищевого красителя.
Сушёные плоды напоминают изюм. Является диетическим продуктом.
В Коста-Рике из физалиса делают ликёр.

## Классификация

### Таксономия[1]
Physalis philadelphica Lam., 1786, Encycl. (Lamarck) 2: 101
Вид Физалис овощной относится к роду Физалис семейства Паслёновые (Solanaceae) порядка Паслёноцветные (Solanales). Кладограмма в соответствии с Системой APG IV:
|  |                                      |  |                                   |                                   |                      |  | ещё 4 семейства | ещё 4 семейства |                 |  |  |  | 85 подтверждённых видов и 123 таксона, ожидающих подтверждения |
|  |                                      |  |                                   |                                   |                      |  | ещё 4 семейства | ещё 4 семейства |                 |  |  |  | 85 подтверждённых видов и 123 таксона, ожидающих подтверждения |
|  |                                      |  |                                   | порядок Паслёноцветные            |                      |  |                 |                 | род Физалис     |  |  |  |                                                                |
|  |                                      |  |                                   | порядок Паслёноцветные            |                      |  |                 |                 | род Физалис     |  |  |  |                                                                |
|  | отдел Цветковые, или Покрытосеменные |  |                                   |                                   | семейство Паслёновые |  |                 |                 | Физалис овощной |  |  |  |                                                                |
|  | отдел Цветковые, или Покрытосеменные |  |                                   |                                   | семейство Паслёновые |  |                 |                 |                 |  |  |  |                                                                |
|  |                                      |  | ещё 63 порядка цветковых растений | ещё 63 порядка цветковых растений |                      |  |                 | ещё 100 родов   | ещё 100 родов   |  |  |  |                                                                |
|  |                                      |  |                                   | ещё 63 порядка цветковых растений |                      |  |                 |                 | ещё 100 родов   |  |  |  |                                                                |

### Синонимы
- Physalis angulata var. philadelphica  (Lam.) A.Gray
- Physalis cavaleriei  H.Lév.
- Physalis laevigata  M.Martens & Galeotti
- Physalis philadelphica
- Physalis philadelphica f. philadelphica
- Physalis philadelphica f. pilosa  Waterf.
- Physalis philadelphica subsp. philadelphica
- Physalis philadelphica var. minor  Dunal
- Physalis philadelphica var. philadelphica
- Physalis pilosa  Waterf.